# Kanton Caudebec-en-Caux
Kanton Caudebec-en-Caux (fr. Canton de Caudebec-en-Caux) je francouzský kanton v departementu Seine-Maritime v regionu Horní Normandie. Skládá se ze 16 obcí.

## Obce kantonu
- Anquetierville
- Caudebec-en-Caux
- Heurteauville
- Louvetot
- La Mailleraye-sur-Seine
- Maulévrier-Sainte-Gertrude
- Notre-Dame-de-Bliquetuit
- Saint-Arnoult
- Saint-Aubin-de-Crétot
- Saint-Gilles-de-Crétot
- Saint-Nicolas-de-Bliquetuit
- Saint-Nicolas-de-la-Haie
- Saint-Wandrille-Rançon
- Touffreville-la-Cable
- Vatteville-la-Rue
- Villequier